# الحسن بن محبوب
'الحسن بن محبوب فقيه ومحدث شيعي من أصحاب الإمام الكاظم والإمام الرضا والإمام الجواد ، وقد كانت له منزلة عظيمة، وهو من أصحاب الإجماع عند الشيعة
ورد اسم الحسن بن محبوب في سند كثير من الروايات عند الشيعة تبلغ 1518 رواية، له من الآثار: كتاب المشيخة، كتاب الحدود، كتاب الديات، كتاب الفرائض، كتاب النكاح، كتاب الطلاق، كتاب النوادر نحو ألف ورقة.
توفي الحسن بن محبوب في آخر سنة 224 هـ، وكان له من العمر خمس وسبعين سنة.

## روايته
روى عن: عن الإمام الكاظم ، وأبي الحسن الرضا ، أبي أيوب وأبي أيوب الخزاز، وأبي الجارود، وأبي جعفر الأحول، وأبي جميلة، وأبي حمزة، وأبي حمزة الثمالي، وأبي خالد الكوفي، وأبي سليمان الحمار، وأبي الصباح الكناني، وأبي علي الجواني، وأبي كهمس، وأبي محمد الوابشي، وأبي مريم، وأبي منصور، وأبي ولاد، وأبي ولاد الحناط، وأبي يحيى الحناط، وابن أبي عمير، وابن بكير، وابن رئاب، وابن سنان، وأبان، وأبان بن عثمان وغيرهم الكثير.
روى عنه : أبو جعفر، وابن أبي عمير، وإبراهيم بن هاشم، وأحمد، وأحمد بن أبي عبد الله، وأحمد بن أبي عبد الله البرقي، وأحمد بن الحسين بن عبد الملك، وأحمد بن محمد، وأحمد بن محمد بن خالد، وأحمد بن محمد بن عيسى، وأحمد بن هلال، وأيوب بن نوح، والحسن بن الحسين اللؤلؤي، والحسن بن سماعة، والحسن بن محمد الأبزاري، والحسن بن محمد بن سماعة، والحسن اللؤلؤي، والحسين بن سعيد، وسندي بن الربيع، وسهل، وغيرهم الكثير.
الجرح والتعديل: من أصحاب الإجماع قال الكشي : أجمع أصحابنا على تصحيح ما يصح عن هؤلاء وتصديقهم وأقروا لهم بالفقه والعلم